# Papyrus 3
Papyrus 3 (in der Nummerierung nach Gregory-Aland {\displaystyle {\mathfrak {P}}}3) ist ein kleines Fragment mit fünfzehn Versen des Evangeliums nach Lukas. Es bildete Teil eines Lektionars. Mittels Paläographie wurde es auf das 6. oder 7. Jahrhundert datiert. Der Papyrus befindet sich heute in der Papyrussammlung der Österreichischen Nationalbibliothek in Wien unter der Signatur Pap. G. 2323.
Auf der Vorderseite (recto) ist der Text von Lukas 7,36–45 enthalten, die Rückseite (verso) enthält Lukas 10,38–42. Das Manuskript ist einspaltig beschrieben, auf der Vorderseite mit 27 Zeilen, auf der Rückseite mit 21 Zeilen.
Der griechische Texttyp dieses Kodex ist eklektisch. Kurt Aland ordnete es in die Kategorie III ein.

## Text
Lukas 7,36
ΑΓΓ . . ΙΟ
ΤΟΝ Κ ̣̅ ΗΣου
ΤΟΝ̣Τ̣Ω̣ΝΦΣΡΙΣ̣
Ε̣Λ̣ΘΩΝΕ̣ΙΣΤ̣
ΙΕΙΔΟΥΓΥΝΗΗΤΙΣΗ
ΓΝΟΥΣΑΟΤΙ̣ΚΑΤΑΚ
ΣΑΑΛΑΒΑΣΤΡΟΝΜΥΡ̣
Ο̣ΔΑΣΑΥΤΟΥΚΛΑΣΙΟΥΣ̣
ΥΣΠΟΔΑΣΑΥΤΟΥ ΚΑΙ
ΕΞΕΜΑΞΕΝΚΑΙΚΑΤΕ
ΗΛΙΦΕΝ ΤΩΜΥΡΩ
ΑΣΑΥΤΟΝΕΙΠΕΝΕ . . . . ΤΩ
ΗΣΕΓΙΓΝΩΣΚΕΝΑΝΤ̣ΙΣΚΑΙΠΟΤΑΠ
ΤΑΙΑΥΤΟΥΟΤΙΑ.ΑΡΤΩΛΟ̣ΣΕΣΤΙΝ
ΕΙΠΕΝ Ο ΙΣΠΡΟΣ̣Α.Τ̣Ο̣Ν̣ΣΙΜΩΝ
ΔΕΔΕΔΑ . . . ΛΕΕΙ̣ΠΕΝΦΗΣΙΝΔΥΟ
ΤΙΝΙΟΕΙΣΩ
Η̣ΚΟΝ̣ΤΑΜΗ̣
ΤΟΤΙΣΟΥ
ΔΕΣΙΜΩ̣
Π̣ΕΝΑΥΤΩ̣
Ω̣Σ̣Ι̣ΜΩ

Lukas 10,38
ΝΤΟΥΑΓΙΟυΛΟυΚΑ
. . . . . . ΚΩΜΗ̣
ΡΕΥΕΣΘΑΙΑΥΤΟΥ
ΘΕΝΕΙΣΚΩΜΗΝΤΙΝ